# ジュンドッグ

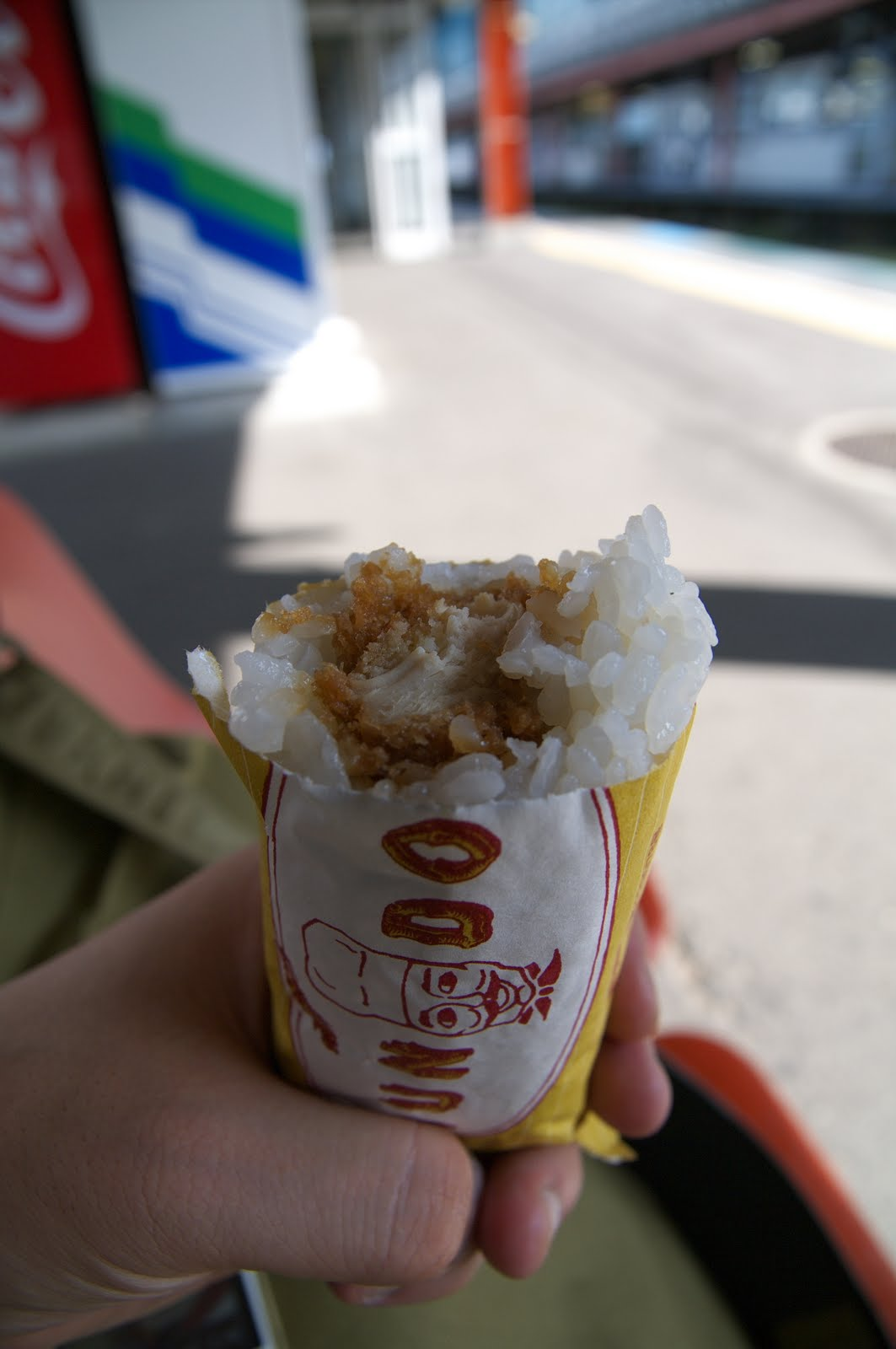
チキンカツ入りジュンドッグ

ジュンドッグ（JUN DOG）は、北海道旭川市・美瑛町で販売されるファストフードである。主に旭川市における名物として知られる。

## 概要
北海道美瑛町の洋食レストラン「洋食や 純平」が発祥。旭川市で販売されるものは、有限会社ピジョンの店舗「ピジョン館」で製造される。

## 製品
フライにした具材を特製ソースにくぐらせ、ライスで包み、崩れないように圧縮させた棒状の（洋風）おにぎりの一種（海苔などが巻かれない）で紙包装ごと手に持つスタイルで食される。旭川市民の間で高い認知度を誇るが、それ以外の地域では認知度が低い。のち、様々なメディアにも取り上げられ日本全国に紹介された。「洋風惣菜を利用した食品の製法」として特許を取得している（登録番号2129978）。

### 純平製
「純平」製のジュンドッグは、基本的に作り置きはせず、作りたてをテイクアウトさせる方式である。パッケージには「純平おじさんのJUN DOG」と表記される。なお、店名の由来は、「人名ではなく親しみのある名前・漫画より」と青柳裕介の作品『土佐の一本釣りPART2 純平』から採られた。

### ピジョン製
ピジョン製のジュンドッグには、エビフライ・チキンカツ・あらびきソーセージ・えび大葉巻など。紙製の袋で包装され、開封時に製品が崩れた場合は、商品の交換が可能。その他、無農薬有機栽培米・黒米・天然由来の調味料のみを使用するなどといった方針を採る。

## 主な販売場所
旭川市
- 製造・販売元 
  - ピジョン館（有限会社ピジョン）

- 取扱い売店
  - スタルヒン球場
  - 旭川市旭山動物園
  - 旭川医科大学病院
  - 旭川市立病院
  - 旭川厚生病院
  - 道の駅あさひかわ
  - JR旭川駅キヨスク

美瑛町
- 洋食や 純平（洋食とCafe じゅんぺい）